# The Enemy
För boken av Lee Child se Fienden
The Enemy var ett brittiskt indieinfluerat garagerockband. Bandet bestod av Tom Clarke (sång och gitarr) Liam Watts (trummor) och Andy Hopkins (bas).
Bandet bildades i Coventry, England år 2006. Genombrottslåten var "We'll Live and Die in These Towns".
Låten "Be Somebody" finns med på FIFA 10 och "Saturday" finns med på FIFA 13.

## Diskografi
Studioalbum
- We'll Live and Die in These Towns (2007)
- Music for the People (2009)
- Streets in the Sky (2012)
- It's Automatic (2015)